# Argina pilotis
Argina pilotis är en fjärilsart som beskrevs av Hans Daniel Johan Wallengren 1863. Argina pilotis ingår i släktet Argina och familjen björnspinnare. Inga underarter finns listade i Catalogue of Life.